# فوریستل (میزوری)
فوریستل (به انگلیسی: Foristell) یک شهر در ایالات متحده آمریکا است که در میزوری واقع شده‌است. فوریستل ۱۴٫۵۶ کیلومتر مربع مساحت و ۵۰۵ نفر جمعیت دارد و ۲۱۶ متر بالاتر از سطح دریا واقع شده‌است.